# 8 Batalion Radiotechniczny

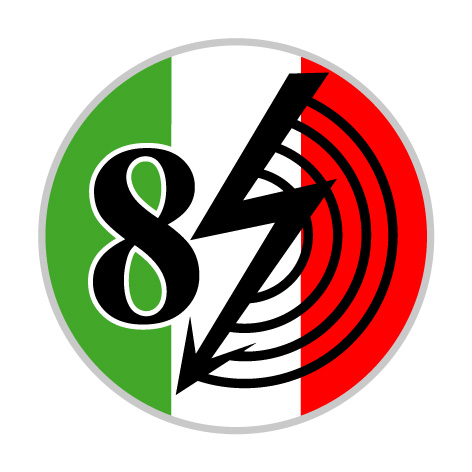
Oznaka rozpoznawcza.

8 Szczycieński Batalion Radiotechniczny (8 brt) – pododdział Wojsk Radiotechnicznych Sił Powietrznych RP.

## Historia
Batalion sformowany został na bazie istniejącej od 1956 w Lipowcu, kompanii radiotechnicznej wchodzącej w skład 2 pułku radiotechnicznego z dowództwem w Warszawie.
Jednostka została wyposażona w najnowsze, jak na owe czasy stacje radiolokacyjne produkcji radzieckiej typu: P–8, P– 10, P–25, P–30. 7 października 1975 roku w wyniku reorganizacji Wojsk Radiotechnicznych batalion otrzymał prawa oddziału gospodarczego i numer JW 2031. Wiosną 1978 roku część sił i środków batalionu brała udział w ćwiczeniach „KRYPTON-78" na terenie byłego ZSRR. Wysokie oceny wystawione przez dowództwo ćwiczących wojsk potwierdziły wysoką klasę i umiejętności specjalistów z jednostki biorących udział w ćwiczeniu.
W drugiej połowie lat dziewięćdziesiątych rozpoczął się proces głębokiej restrukturyzacji Wojsk Radiotechnicznych. W 1997 roku został rozwiązany 1 Korpus Obrony Powietrznej, a wraz z nim 1 Brygada Radiotechniczna w Warszawie. W związku z tym, na krótki czas batalion został podporządkowany 3 Brygadzie Radiotechnicznej we Wrocławiu, a następnie 2 Brygadzie Radiotechnicznej w Bydgoszczy. Po rozformowaniu 2 Brygady Radiotechnicznej batalion ponownie został podporządkowany 3 Brygadzie Radiotechnicznej we Wrocławiu, w strukturach której znajduje się do dziś.
W końcu lat 90. XX w część sił i środków jednostki została włączona do Narodowego Systemu Wspierania Operacji Powietrznych (ASOC), funkcjonującego w ramach NATO.
W marcu 2002 roku część sił i środków batalionu zabezpieczała międzynarodowe ćwiczenia pod kryptonimem „STRONG RESOLVE 2002”. W tym samym roku jednostce wręczono sztandar wojskowy. W obecności władz administracyjnych i samorządowych województwa warmińsko-mazurskiego, miasta i gminy Szczytno, duchowieństwa i licznie zgromadzonych na Placu Juranda mieszkańców Szczytna, aktu wręczenia Sztandaru dokonał Dowódca Wojsk Lotniczych i Obrony Powietrznej, gen. broni pil. dr Ryszard Olszewski. W dniu 16.07.2002 jednostka uzyskała prawa do posiadania odznaki pamiątkowej.

## Struktura organizacyjna
Struktura (stan na rok 2014):
- dowództwo 8 brt – Lipowiec
- kompania logistyczna – Lipowiec
- 140 kompania radiotechniczna – Dębina
- 141 kompania radiotechniczna* – Druchowo (2007 – rozformowana)
- 144 posterunek radiolokacyjny dalekiego zasięgu* – Roskosz (2016 - zmiana podległości 3. brt Sandomierz)
- 180 kompania radiotechniczna – Lipowiec
- 181 kompania radiotechniczna* – Ostróda (1997 – rozformowana)
- 182 kompania radiotechniczna – Kruklanki
- 183 kompania radiotechniczna – Plewki
- 184 posterunek radiolokacyjny dalekiego zasięgu – Szypliszki
- 211 posterunek radiolokacyjny dalekiego zasięgu – Chruściel
- 224 kompania radiotechniczna – Lasowice Wielkie

## Tradycje
- decyzją nr 203/MON z 16 lipca 2002 wprowadzono odznakę pamiątkową jednostki[2];
- decyzją nr 328/MON z 27 września 2005 nadano jednostce nazwę wyróżniającą „Szczycieński”, równocześnie ustalono dzień święta batalionu na 7 października[1];
- decyzją nr 34/MON z 14 lutego 2011 r. wprowadzono oznakę rozpoznawczą batalionu[4].

## Dowódcy batalionu
- ppłk Zenon Biela (1975–1981);
- ppłk Marian Grzesik (1981–1986);
- ppłk Jan Siekiera (1986–1991);
- mjr Janusz Boratyński (1991–1993);
- mjr Kazimierz Król (1993–1999);
- mjr Dariusz Krzywdziński (1999–2001);
- ppłk Zdzisław Lango (2001–2004);
- ppłk Jan Krośniewski (2004–2006);
- ppłk mgr inż. Sławomir Grobelny (2006 – 2012);
- ppłk mgr inż. Krzysztof Lis (2012 – 2018);
- ppłk mgr inż. Leszek Ślimak (2018 – 2020);
- ppłk Mariusz Miłkowski (od 2020)